# Мания Жизели
«Ма́ния Жизе́ли» — фильм российского режиссёра Алексея Учителя, снятый в 1995 году.

## Сюжет
История головокружительной карьеры и жизненной драмы великой русской балерины XX века Ольги Спесивцевой, прозванной современниками «Красной Жизелью». Именно «Жизель» обессмертила её имя в 1924 году. Именно «Жизель» стала причиной душевной катастрофы в 1942. Звезда императорских театров и Опера Гарнье, партнёрша Нижинского, Долина и Лифаря, подруга Дягилева и Баланчина, она безвестно скончалась в пансионе в предместье Нью-Йорка в 1991 году в возрасте 96 лет.
В фильме очень вольно интерпретируются и события жизни Ольги Спесивцевой, и факты мировой истории.

## В ролях
- Галина Тюнина — Ольга Спесивцева
- Михаил Козаков — Аким Волынский
- Евгений Сидихин — Борис Каплун
- Сергей Виноградов — Антон Долин
- Андрей Смирнов — Жорж Браун
- Иван Охлобыстин (под псевдонимом Леопольд Роскошный) — Серж Лифарь
- Александр Хван — «китаец»
- Татьяна Москвина — медсестра, либреттист
- Алексей Герман — врач
- Анастасия Мельникова — Лидочка Иванова
- Анна Алексахина — сумасшедшая
- Татьяна Ткач — мать Спесивцевой
- Евгений Панфилов — балетмейстер
- Никита Долгушин — педагог
- Андрей Кузнецов — Николай Легат

## Съёмочная группа
- Режиссёр: Алексей Учитель
- Сценаристы: Авдотья (Дуня) Смирнова, Алексей Учитель
- Оператор: Сергей Ландо
- Композитор: Леонид Десятников
- Художник: Никола (Николай) Самонов
- Продюсеры: Александр Голутва, Алексей Учитель
- Производство: Государственный комитет Российской Федерации по кинематографии (Роскомкино), Киностудия «Ленфильм», Творческо-производственное объединение (ТПО) «Рок».

## Награды
- Главный приз на кинофестивале в Онфлере (Франция);
- Призы на международных кинофестивалях: МISTFEST, Каттолика (Италия), в Монреале, Каире, Каннах и Москве;
- Приз российской кинопрессы за лучшую женскую роль (Галина Тюнина);
- Призы Российской киноакадемии «Зелёное яблоко»: за лучшую женскую роль (Галина Тюнина) и лучшему художнику по костюмам;
- Первый приз и приз за лучшую женскую роль (Галина Тюнина) на кинофестивале «Новое кино России» в Екатеринбурге.